# Діатомовий мул
Діато́мовий мул — глибоководний осад на дні сучасних океанів, морів і деяких озер, утворений переважно з панцирів діатомових водоростей і їх уламками.
Діатомовий мул є кременистим осадом і відрізняється високим вмістом аморфного кремнезему (до 70 %). Крім кремнезему до його складу входять глинисті, уламкові та карбонатні мінеральні частинки. У вологому стані діатомовий мул являє собою м'який тонкозернистий осад, не липкий на дотик і має світло-жовтувато-сірий колір.
В океанах і морях діатомові мули утворюються на ділянках з високою продуктивністю діатомового планктону і за слабкого надходження осадового матеріалу іншого походження. Найширше цей різновид мулу поширений у помірних широтах Південної півкулі, у вигляді суцільного поясу навколо Антарктиди, а також у північній частині Тихого океану. Прісноводний діатомовий мул утворюється на дні деяких озер (наприклад, Байкалу).
У викопному стані діатомовий мул переходить в осадову гірську породу — діатоміт.